# Mauvezin-de-Sainte-Croix
Mauvezin-de-Sainte-Croix è un comune francese di 42 abitanti situato nel dipartimento dell'Ariège nella regione dell'Occitania.

## Società

### Evoluzione demografica
Abitanti censiti